# Katastrofa w Texas City
Katastrofa w Texas City (ang. Texas City disaster) – katastrofa przemysłowa która wydarzyła się w dniu 16 kwietnia 1947 roku, spowodowana została pożarem, a następnie eksplozją około 2300 ton saletry amonowej w ładowniach francuskiego statku s/s „Grandcamp” w porcie w Texas City, w stanie Teksas, skutkiem czego zginęło 581 osób, a wiele tysięcy odniosło rany i obrażenia. Efektem katastrofy było wytoczenie rządowi Stanów Zjednoczonych pierwszego w dziejach USA sądowego pozwu zbiorowego w oparciu o właśnie uchwaloną Federalną Ustawę o Dochodzeniach Deliktowych (FTCA). Sprawa została wytoczona w imieniu 8485 poszkodowanych.

## Statki
Pływający pod francuską banderą „Grandcamp” był niedawno przywróconym do służby, długim na 134 m frachtowcem typu Liberty. Zbudowany w roku 1942 w Los Angeles i ochrzczony jako „Benjamin R. Curtis” statek brał udział w operacjach bojowych na Pacyfiku, a po zakończeniu II wojny światowej został odstawiony do rezerwy w porcie w Filadelfii. Jednak w jakiś czas później, w geście dobrej woli, został przekazany francuskim liniom żeglugowym Compagnie Générale Transatlantique w ramach pomocy w odbudowie zrujnowanej Europy. Przed zawinięciem w swym ostatnim rejsie do Texas City, zatrzymał się w jednym z portów belgijskich, gdzie wziął ładunek orzechów i sznurka oraz pewną ilość amunicji małokalibrowej.
Inny statek znajdujący się wówczas w porcie, s/s „High Flyer”, stał przy innym nabrzeżu w odległości około 200 m od „Grandcampa”. „High Flyer” miał pod pokładem dalsze 961 ton saletry amonowej oraz 1800 ton siarki. Saletra amonowa w ładowniach obu statków i w pobliskim magazynie portowym była przeznaczona – jako nawóz – dla europejskich rolników. „Grandcamp” przypłynął do Texas City z Houston, gdzie władze portowe nie zezwoliły na załadunek – uznanego za niebezpieczny – azotanu amonu.

## Przebieg zdarzeń

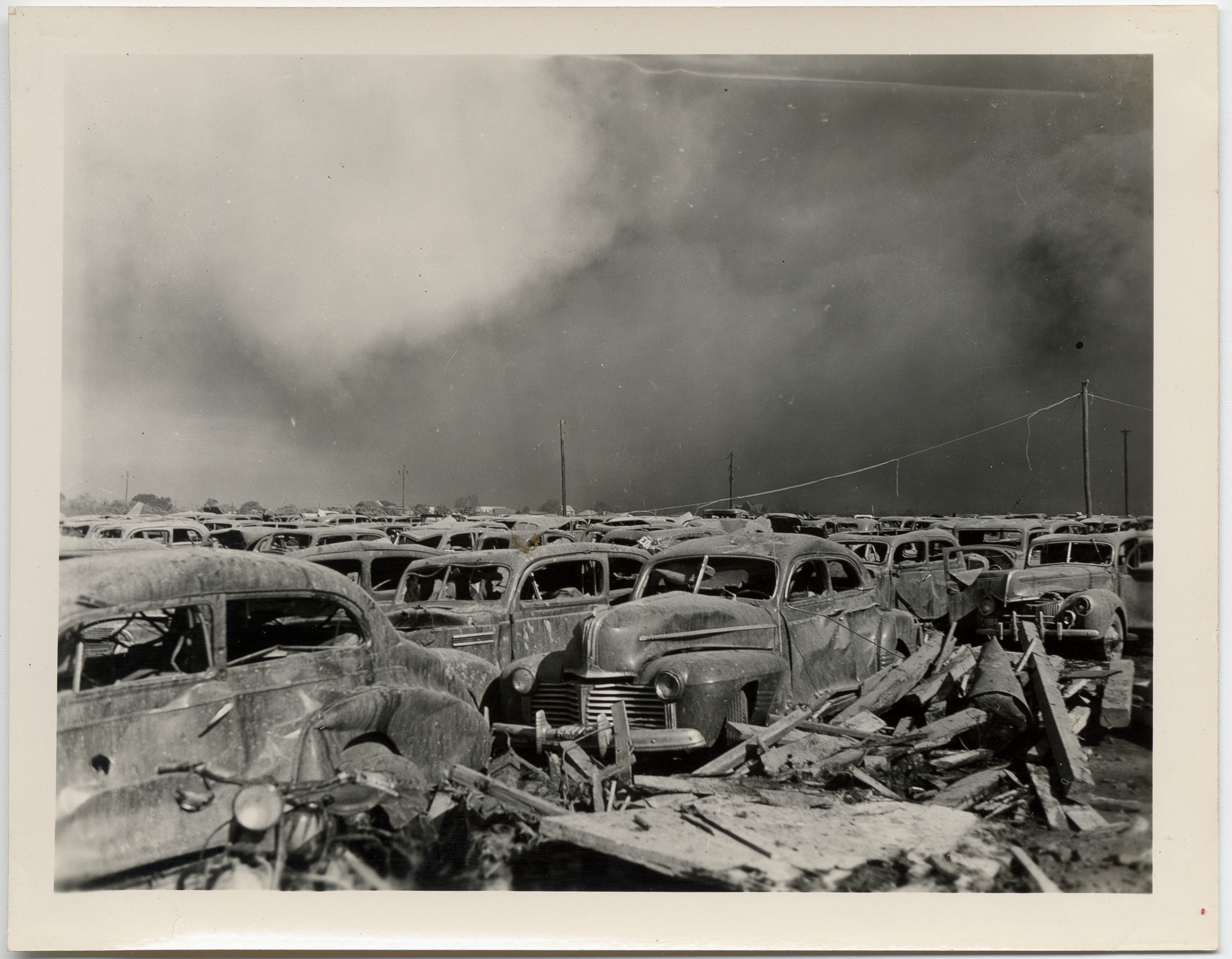
Parking odległy o około 400 m od miejsca wybuchu

32,5% azotanu amonu, używanego do produkcji nawozów sztucznych i materiałów wybuchowych, wytwarzano w tych czasach w stanach Nebraska i Iowa, w zakładach Monsanto i Union Carbide. W początku kwietnia 1947 roku partia tego towaru została wysłana koleją do Houston, a następnie do Texas City, by tam umieścić ją pod pokładem „Grandcampa”.
W trakcie procesu produkcyjnego saletra amonowa, dla zapobieżenia zawilgoceniu, została wymieszana (nie wiadomo, czy zgodnie z zaleceniami) z gliną, wazeliną, kalafonią i parafiną. Następnie zapakowano ją w papierowe worki i umieszczono w wagonach kolejowych. W czasie transportu lub w magazynie portowym worki z nawozem znalazły się pod wpływem wysokiej temperatury, co zaktywizowało chemicznie azotan amonu. Według późniejszych zeznań robotników portowych worki były ciepłe. Ponadto późniejsze dochodzenie wykazało, że worki wykonane z pojedynczej warstwy papieru łatwo ulegały uszkodzeniom tak, że niebezpieczna zawartość wysypywała się z nich (później zalecono, aby worki wykonywano z 2 warstw papieru wzmocnionych asfaltem lub tkaniną).
Wypłynięcie „Grandcampa” było opóźnione przez nieterminowe dostarczenie saletry amonowej do portu, więc 16 kwietnia kazano dokerom rozpocząć załadunek o godzinie 7.00 zamiast 8.00, jak było przyjęte w tym porcie – jednakże nie poinformowano o tym obsługi magazynów portowych, która otwarła je dopiero o 8, i w rezultacie dokerzy od 7.00 do 8.00 czekali na pokładzie, paląc papierosy przy otwartych lukach ładowni (było to zabronione, ale kierownik dokerów nie egzekwował zakazu palenia). O 8.00 dostarczono nawóz i dokerzy rozpoczęli załadunek. Około godziny 8.10 w jednej z ładowni „Grandcampa” pojawił się najpierw dym, a potem ogień. Warunki panujące w ładowni mogły sprzyjać samoczynnemu zapłonowi, aczkolwiek prowadzący śledztwo nie wykluczali sabotażu. Pożar mógł też być spowodowany beztrosko rzuconym niedopałkiem papierosa, który mógł zapalić nawóz wysypujący się z uszkodzonych worków. Próby ugaszenia pożaru wodą pitną i gaśnicami zakończyły się niepowodzeniem i dokerzy opuścili ładownię. Wraz z rozszerzaniem się pożaru z wnętrza statku zaczęły dochodzić odgłosy niewielkich eksplozji, najprawdopodobniej amunicji karabinowej lub pistoletowej.
Przed 9.00 dowódca statku po naradzie z kierownikiem dokerów kazał puścić do ładowni parę pod ciśnieniem w celu ugaszenia ognia bez uszkodzenia ładunku. Decyzja ta wynikła z tego, że po ugaszeniu pożaru należało wyładować zniszczoną część ładunku i zastąpić ją niezniszczoną, a wszystkimi kosztami byliby obciążeni dokerzy (z powodu naruszenia przez nich zakazu palenia przy otwartej ładowni z niebezpiecznym ładunkiem) – dlatego też zarówno kapitan statku, jak i kierownik dokerów chcieli zminimalizować zniszczenia, bo pierwszy z nich chciał jak najszybciej wypłynąć, a drugi chciał jak najmniej płacić. Gorąca para spowodowała jednak gwałtowną reakcję chemiczną, podczas której azotan amonu zaczął zmieniać się w parę wodną i podtlenek azotu, co gwałtownie zwiększyło temperaturę, doprowadzając do punktu krytycznego, i pożar zaczął się rozszerzać. Pożar przyciągnął licznych gapiów stojących wzdłuż nabrzeży w – jak im się zdawało – bezpiecznej odległości. Równocześnie do statku dotarli strażacy zaalarmowani widokiem dymu, a potem ognia. Strażacy rozpoczęli gaszenie pożaru, ale okazało się, że woda z powodu wysokiej temperatury paruje, zanim dotrze do płonącej ładowni.
O 9.12, azotan amonu osiągnął temperaturę krytyczną 454 °C. Statek natychmiast eksplodował, powodując ogromne zniszczenia i zabijając setki ludzi. Siła eksplozji wywołała lokalne tsunami, którego fala zmyła brzegi, porywając stojących tam gapiów; znajdujące się na brzegu rafinerie ropy stanęły w płomieniach. Krążącym nad portem samolotom siła podmuchu pourywała skrzydła, w odległym o 16 km Galveston przewracała ludzi na ulicach. W Houston, odległym o 60 km, popękały szyby w oknach. Wstrząs dało się odczuć nawet w Luizjanie (400 km). Eksplozja wyrzuciła w powietrze blisko 6350 ton stalowych odłamków, niektóre z nich z naddźwiękową prędkością. Oficjalnie podano, że liczba ofiar wyniosła 581 osób, ale uważa się, że wiele ofiar śmiertelnych spłonęło i zostało spopielonych w wysokiej temperaturze lub zostało rozszarpanych na strzępki, szczególnie jeśli znajdowały się w bezpośrednim pobliżu „Grandcampa”.
S/s „High Flyer” został poważnie uszkodzony w wyniku wybuchu i stanął w płomieniach. Załoga próbowała ratować statek, ale po godzinie zeszła z pokładu. W pobliżu znajdowały się inne statki. Ich załogi, nie mogąc doczekać się przybycia holowników z Galveston (pojawiły się dopiero w 12 godzin po eksplozji „Grandcampa”), przez kilka godzin próbowały zwolnić „High Flyer” z kotwicy, ale bezskutecznie. Przez około pięć godzin z ładowni statku wydobywał się gęsty dym, a w piętnaście godzin po pierwszej eksplozji również „High Flyer” eksplodował, niszcząc stojący obok s/s „Wilson B. Keene”, zabijając dalsze 2 osoby i zwiększając rozmiar zniszczeń na lądzie i wśród statków w porcie.

## Skala katastrofy

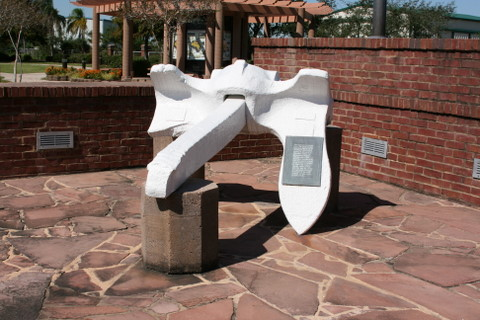
Jedna z kotwic „Grandcampa”, pomnik ofiar w Miejscu Pamięci

Katastrofa w Texas City uważana jest powszechnie za najgroźniejszą katastrofę przemysłową w historii Stanów Zjednoczonych. To co się stało świadkowie porównywali do nieco wcześniejszego zbombardowania przez samoloty niemieckie statku z amunicją w porcie w Bari (Włochy 1943) i znacznie większej tragedii w Hiroszimie i Nagasaki. Oficjalnie podano, że zginęło 581 osób. Z tego 405 zidentyfikowano, a 63 nie. Pozostałe 113 osób uznano za zaginione, bowiem wiele znalezionych szczątków ludzkich było nie do rozpoznania. Wśród tych ostatnich było 27 strażaków, którzy znajdowali się na pokładzie „Grandcampa” w chwili eksplozji. Od czasu do czasu pojawiają się spekulacje, że zabitych mogło być więcej (nawet o kilkaset osób), ale niepoliczonych, w tym marynarzy z innych krajów, nielegalnych imigrantów z rodzinami oraz podróżnych. Ciekawe, że wśród ocalonych znaleźli się ludzie przebywający w odległości zaledwie 21 m od miejsca eksplozji. Ciała ofiar w krótkim czasie zapełniły miejscową kostnicę, a pewna ich liczba została umieszczona w auli szkolnej w oczekiwaniu na identyfikację przez najbliższych.
Ponad 5000 osób odniosło rany, z czego 1784 umieszczono w 21 szpitalach w pobliżu. Całkowitemu zniszczeniu uległo ponad 500 domów, a setki dalszych uszkodzeniu, co spowodowało, że 2000 osób straciło dach nad głową. Port uległ zniszczeniu, a wiele zakładów na jego terenie zostało obróconych w gruzy lub spłonęło. Uszkodzeniom uległo ponad 1100 pojazdów, w tym 362 wagony kolejowe; straty szacowano na setki milionów dolarów.
2-tonową kotwicę „Grandcampa” siła eksplozji przerzuciła na odległość 2,7 km, gdzie w miejscu uderzenia o ziemię powstał 3-metrowy lej. Obecnie stanowi centralny eksponat miejscowego miejsca pamięci. Główna kotwica, o wadze pięciu ton, przeleciała 800 m. Płonące szczątki wywołały wiele pożarów, w tym dziesiątków zbiorników ropy, gazów i innych chemikaliów w rafineriach. Pobliskie Galveston tonęło w kłębach czarnego, tłustego dymu, osiadającego na każdej otwartej powierzchni.

## Straty wśród strażaków
Niektóre przypadki śmierci i zniszczeń w Texas City wiązały się z uszkodzeniem i związanymi z tym pożarami okolicznych zakładów chemicznych (w tym Monsanto i Union Carbide), zbiorników z ropą i innych zakładów w pobliżu miejsca eksplozji. 27 z 28 strażaków z ochotniczej straży pożarnej Texas City i trzech z ochotniczej straży pożarnej Texas City Heights zginęło podczas próby gaszenia pożaru na „Grandcampie” – w największej strażackiej tragedii XX wieku. W tej katastrofie zginęło jednocześnie więcej strażaków, niż wszystkich razem w akcjach walki z ogniem w dziejach USA przedtem. Ostatni strażak-ochotnik, który nie zdążył dotrzeć do kolegów, zajął się później koordynacją działań oddziałów strażackich przybywających z miejscowości odległych nawet o 100 km. W sumie z pożarami walczyło ponad 200 strażaków przybyłych z miejscowości nawet tak odległych jak Los Angeles. Ostatnie pożary udało się ugasić dopiero w tydzień po tragedii, a proces poszukiwania zwłok i zbierania szczątków ludzkich trwał blisko miesiąc. Wszystkie cztery wozy strażackie z Texas City spłonęły doszczętnie.

## Proces
W rezultacie katastrofy wytoczono setki spraw sądowych. Wiele z nich zostało włączonych w pozew Elizabeth Dalehite i in. przeciwko Stanom Zjednoczonym zgodnie z nieco wcześniej przyjętą Federalną Ustawą o Dochodzeniach Deliktowych (FTCA). 13 kwietnia 1950 roku sąd okręgowy uznał odpowiedzialność Stanów Zjednoczonych za znaczną liczbę zaniedbań wobec 168 wymienionych z nazwy firm zajmujących się produkcją, pakowaniem, oznakowywaniem azotanu amonu łącznie z zarzutami o tolerowanie błędów w transporcie, składowaniu, przeładowywaniu, ochronie przeciwpożarowej i gaszeniu pożarów, których wynikiem była eksplozja, śmierć i zniszczenia. 10 czerwca 1952 roku Federalny Sąd Apelacyjny 5. Okręgu oddalił ten werdykt uznając, że Stany Zjednoczone mają prawo do działania według „własnego uznania” w istotnych dla kraju sprawach. Sąd Najwyższy potwierdził tę decyzję (8 czerwca 1953), stosunkiem głosów 4:3, oznajmiając, że sąd okręgowy nie posiadał jurysdykcji, by stwierdzić czy rząd Stanów Zjednoczonych był czy nie był odpowiedzialny za „zaniedbania w planowaniu i podejmowaniu decyzji”, które należały do różnorakich organizacji.
Trzej sędziowie SN uznali w oświadczeniu odrębnym, że zgodnie z FTCA „Kongres uznał, że w sprawach deliktowych rząd powinien być traktowany jak osoba prywatna” np. gdy zajmuje się sprawami nie związanymi z rządzeniem i że osoba prywatna jest zobowiązana do szczególnej ostrożności, gdy zajmuje się czynnościami „oczywiście niebezpiecznymi” jak przewożenie i składowanie materiałów wybuchowych.
Według Melvina Belli’ego, autora książki Ready for the Plaintiff! (1956), Kongres – mimo takiego stanowiska SN – poczynił kroki, by zrekompensować ofiarom pewne szkody (ss. 83–85). Gdy rozpatrzona została ostatnia skarga (1957), wypłacono 1394 odszkodowania na łączną kwotę blisko 17 mln USD.